# 焦距转换率

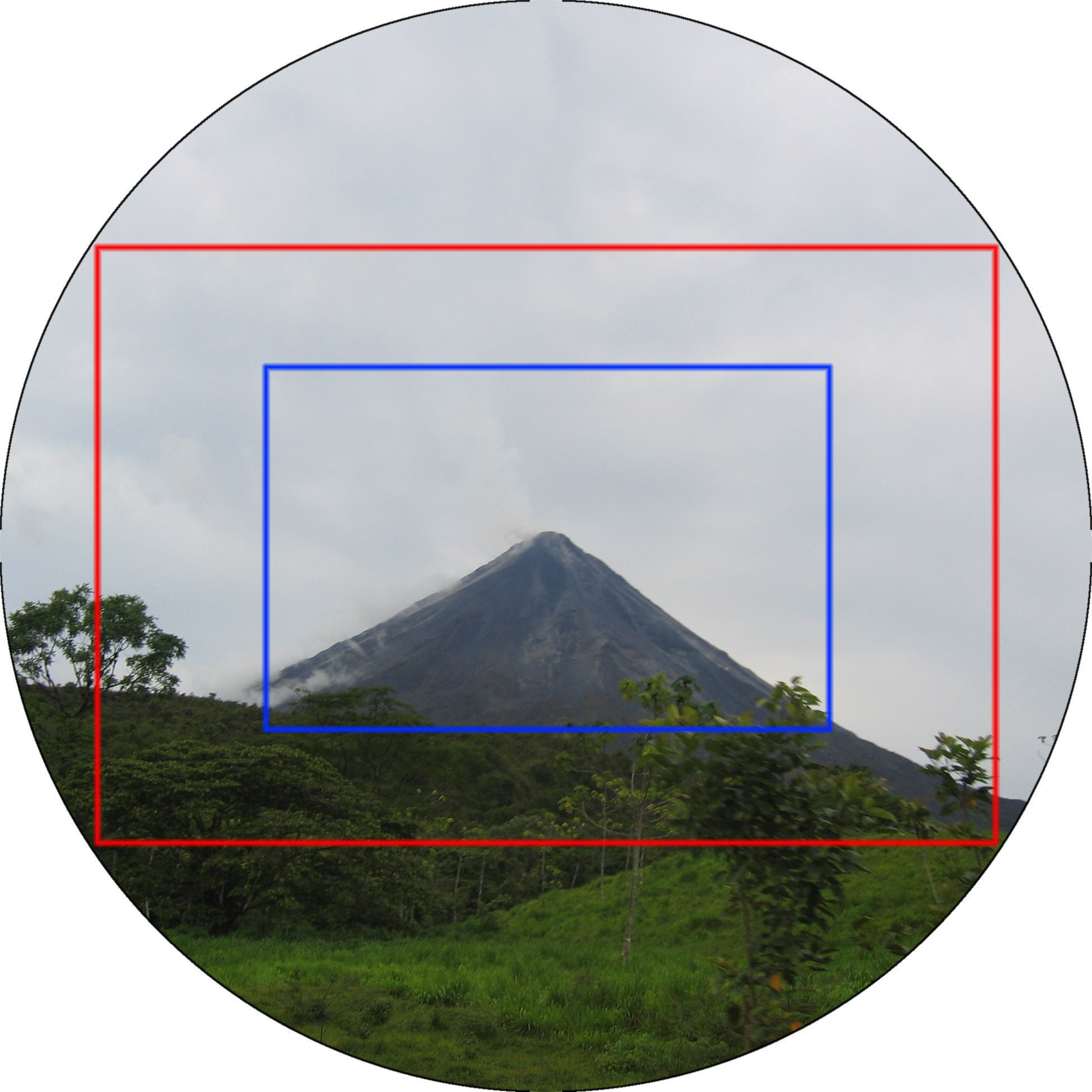
红色外框显示一个 24x 36 mm 大小底片所见，蓝色内框则是一块约16 x 24 mm 传感器见到的。整个外圆则是大多数为35 mm 底片格式设计的镜头所能展现的，这个外圆又被称作成像圈。

焦距转换率是摄影中的一个概念，它在不同底片格式中在无限远距离,相同视角对应的不同焦距的建立对应关系。
一个简单的例子，135底片相机的标准镜头是 50 mm 镜头，而120底片规格的标准镜头则为 80 mm ，亦即这两只镜头在各自底片格式上的视角是近似的。当需要在不同底片格式上互换镜头使用的时候——如果可能——焦距转换率可以为摄影师提供一个换算计算依据，了解在另外一种底片格式上某一特定焦距的镜头会有在某一底片格式（常用135底片格式为基准）上的等效焦距视角。
焦距转换率可能也被称作焦距转换系数，焦距折算系数等。

## 说明
长期以来，不管是镜头的生产商，还是实际使用镜头的摄影师，都习惯用焦距而非视角来描述镜头所能“看到”的范围，原因是相同的焦距拍摄不同距离的景物,视觉会跟随镜片方程式计算出来不同的放大率而变化, 视觉是一个变数, 而焦距是一个常数, 更合適作為鏡頭性能规格, 并以此建立了镜头划分标准：
例如，把焦距在 35 mm 以下的镜头分作广角镜头，而把 50 mm 左右的镜头称作标准镜头——这一切其实是基于一个隐含的前提，那就是讨论的是在同一个底片格式，亦即135底片下的 视角——焦距 对应关系。

## 几种底片格式对135底片的折换率
1. 此处的折换率等于135底片对角线长度比上传感器对角线长度。有些人认为感光面积的比例，这种计算的缺陷在于不适用不同长宽比底片格式的比较中（如大部分135底片与DSLR使用2:3，便携式数码相机使用3:4，还有一些新型号使用的是16:9。
2. 这里以英寸描述的大小其实是感光元件成像圈（英语：Image circle）直径，而非传感器对角线大小。例，虽然一个一英寸光导摄象管外径大约为 25.4mm ，可是其可用对角线长只有 16 mm。